# Kõrma
Kõrma – wieś w Estonii, w prowincji Virumaa Zachodnia, w gminie Rägavere.